# Stardust (ruimtevaartuig)

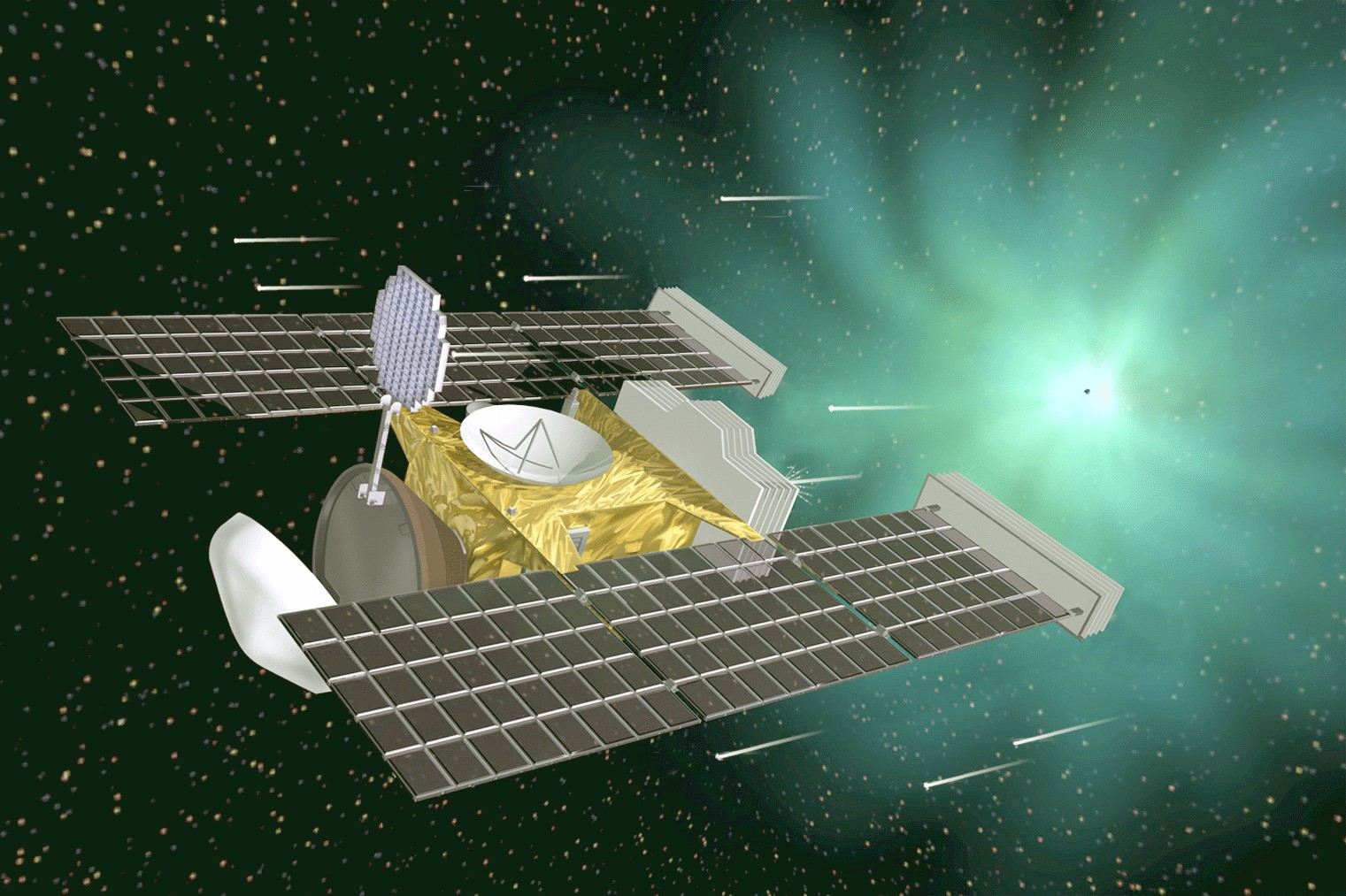
Ruimtesonde Stardust. Kunstenaarsimpressie.

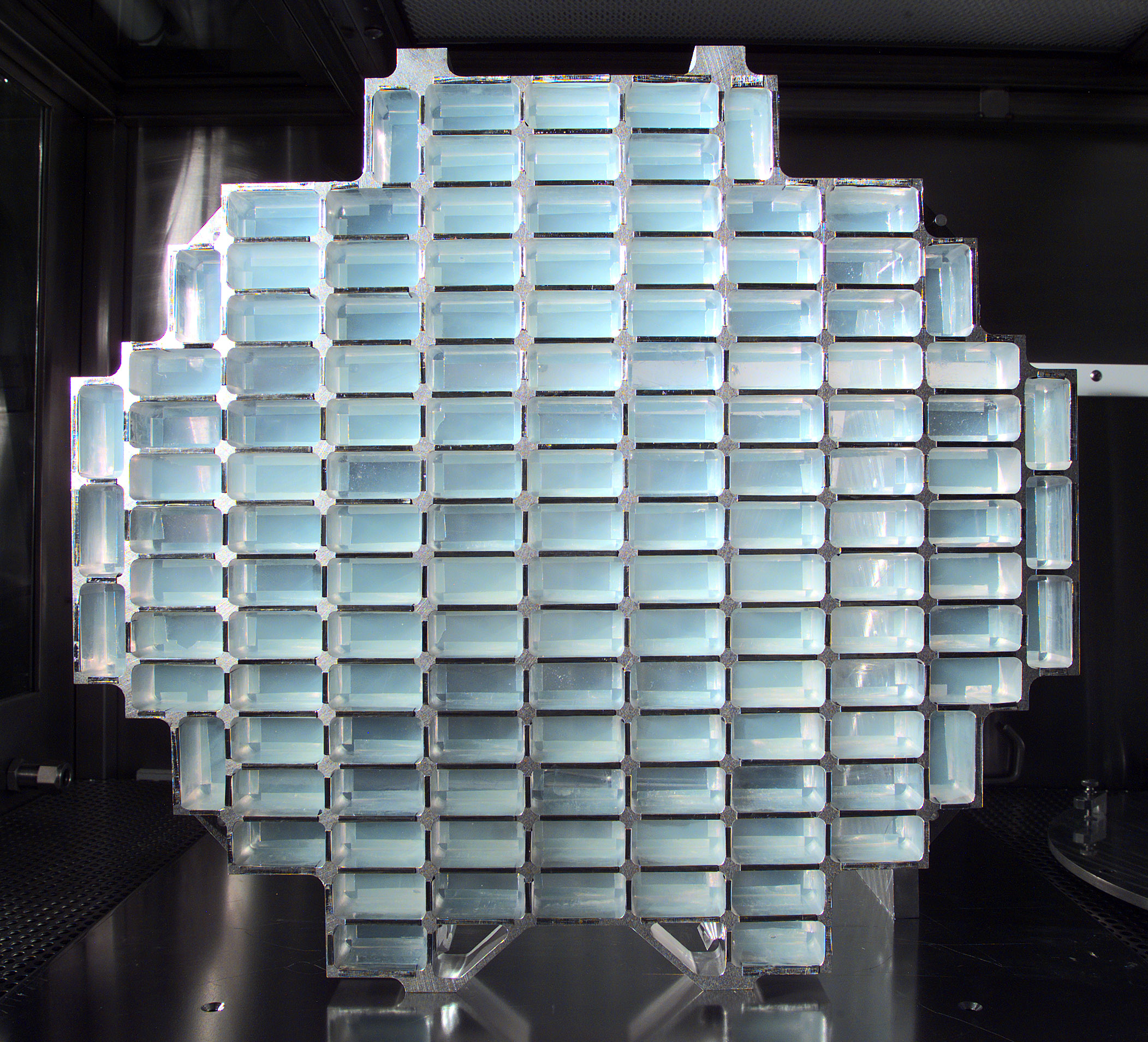
Stardust Interstellar Dust Collector met aerogel.

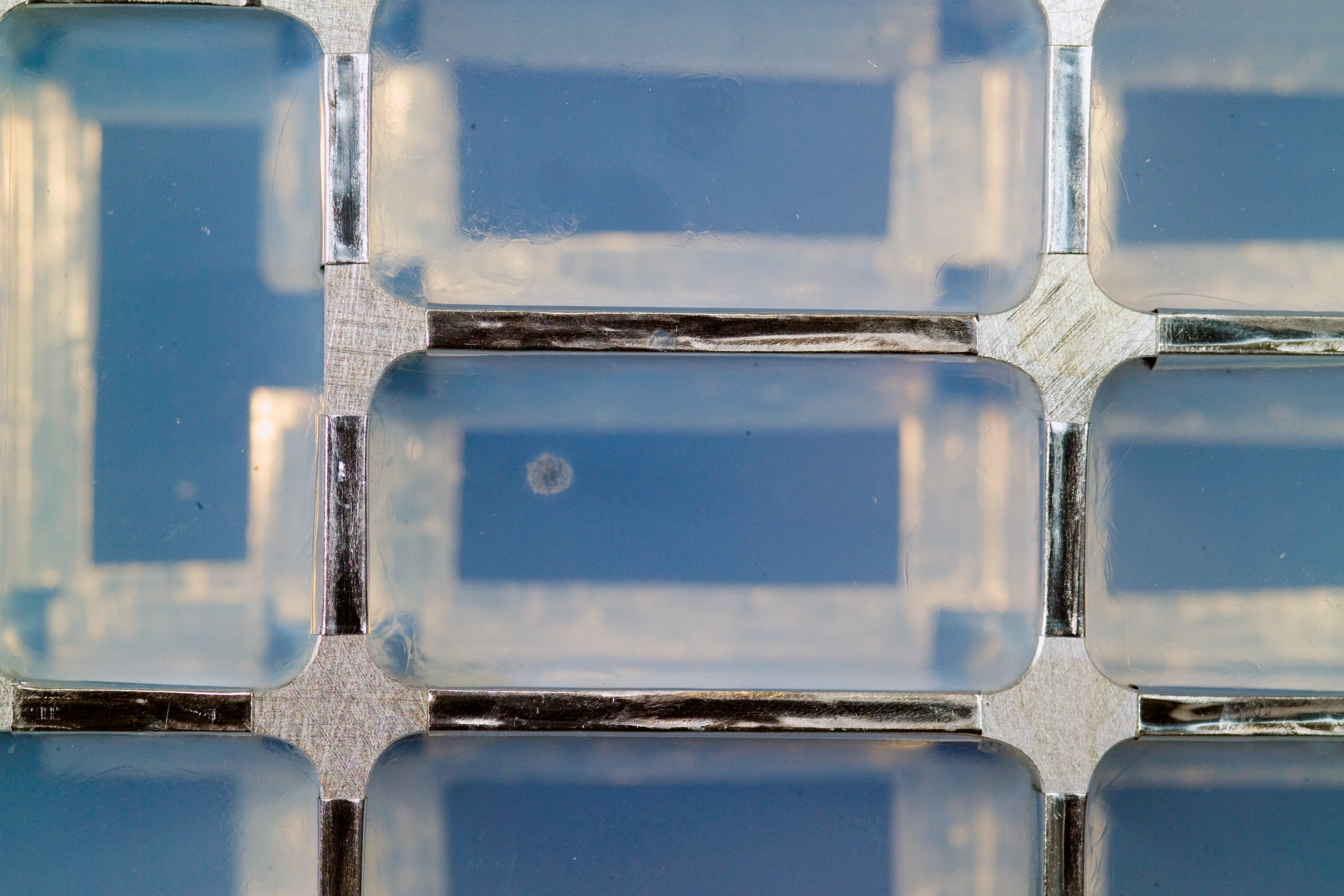
Inslag van een komeetstofdeeltje in de Stardust Collector. Interstellaire stofdeeltjes daarentegen zijn te klein om met het blote oog zichtbaar te zijn.

Stardust (Engels voor sterrenstof) is een onbemand ruimtevaartuig dat gelanceerd werd op 7 februari 1999. Op 2 januari 2004 vloog het langs de komeet Wild 2, deed daar metingen en maakte foto's. Het doel van dit project was het opvangen van interstellaire stofdeeltjes en later, tijdens de ontmoeting met Wild 2, losvliegende komeetdeeltjes. Het opgevangen materiaal werd terug gebracht naar de aarde op 15 januari 2006 voor onderzoek. Naar de interstellaire stofdeeltjes wordt gezocht middels het citizen science-project Stardust@home.
In de herfst van 1995 kreeg het project groen licht, en in januari 1996 werd begonnen met de realisatie. Op 7 februari 1999 werd Stardust gelanceerd met behulp van een Delta II-raket vanaf Cape Canaveral SLC-17, Florida.

## Stardust Interstellar Dust Collector
In februari-maart 2000 verzamelde de sonde voor de eerste keer interstellair stof. Dit gebeurde met de Stardust Interstellar Dust Collector, een schijf met een diameter van 40 cm met aan beide zijden een collectie van 130 blokken, gemaakt van aerogel, 1 tot 3 cm dik, met een oppervlakte van in totaal 1000 cm² (0,1 m²). Later, in augustus-december 2002, werd voor de tweede keer op deze wijze interstellair stof verzameld. Op 2 november 2002 vloog Stardust op een afstand van 3300 km langs de planetoïde Annefrank, en nam daarvan een aantal foto's.

## Aerogel
Aerogel is een extreem poreus materiaal, en heeft daarom een extreem lage dichtheid.
Testen met aerogel hebben aangetoond dat dit materiaal deeltjes kan opvangen die een snelheid hebben van maximaal 10 km/s (ongeveer 6 keer zo snel als een geweerkogel). Voor ruimtevaartbegrippen is een relatieve snelheid van 10 km/s betrekkelijk laag, en er moest dus voor Stardust een traject worden bedacht waarbij de snelheid van het ruimtevaartuig ten opzichte van de komeet tijdens de ontmoeting laag was. Bovendien moest de schade die de inslaande komeetdeeltjes aan het ruimtevaartuig veroorzaakten beperkt blijven. Het gekozen traject zorgde ervoor dat Stardust langs de komeet vloog met een relatieve snelheid van 6,2 km/s, zodat de aerogel voldoende komeetdeeltjes heeft kunnen opvangen. Deze ontmoeting vond plaats op 2 januari 2004 op een afstand van 300 km tot de komeet.

## Terugkeer
De Stardust zelf landde niet op aarde, maar wierp een capsule met het verzamelde materiaal af dat aan een parachute afdaalde, 15 januari 2006. De capsule kwam op 135 km hoogte om 09:56:39 UT voor het eerst in contact met de atmosfeer boven het noorden van de Amerikaanse staat Californië. De snelheid van de capsule op dat moment bedroeg volgens berekeningen 46.440 km/u, de hoogste snelheid ooit tijdens een re-entry. Op een hoogte van 32 km opende zich de eerste remparachute waarna op 3 km hoogte de hoofdparachute zich opende. Om 10:07:58 UT activeerde de capsule het aan boord zijnde VHF-baken. De capsule dreef vervolgens iets af naar het noordoosten ten opzichte van de vooropgestelde landingssite. De landing op de United States Air Force Utah Test and Training Range (UTTR) in de staat Utah werd afgeklokt om 10:11:01 UT door het Flight and recovery team met de radiofonische melding "All stations we have touchdown".

## Wetenschappelijke relevantie
Kometen zijn samengesteld, naar men aanneemt, uit materiaal dat afkomstig is uit de buitenste regionen van het zonnestelsel. Dit materiaal is sinds miljarden jaren onveranderd gebleven, en daarom verwacht men dat bestudering ervan informatie zal opleveren over het ontstaan van het heelal en van het zonnestelsel. Tevens vermoedt men dat kometen die miljarden jaren geleden op aarde terecht zijn gekomen de planeet hebben voorzien van water en op koolstof gebaseerde moleculen, en dus een rol hebben gespeeld in het ontstaan van het leven op aarde.

## Samenwerking
Stardust is onder leiding van NASA tot stand gekomen door de samenwerking van
- Jet Propulsion Laboratory (NASA)
- Ames Research Center (NASA)
- Johnson Space Center (NASA)
- Universiteit van Washington
- Universiteit van Chicago
- Lockheed Martin Astronautics, Denver, Colorado
- Max Planck Instituut, Duitsland

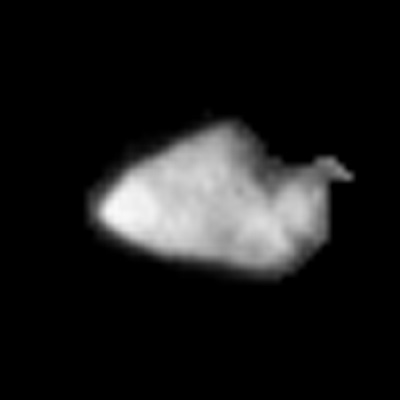
Foto van planetoïde Annefrank door Stardust
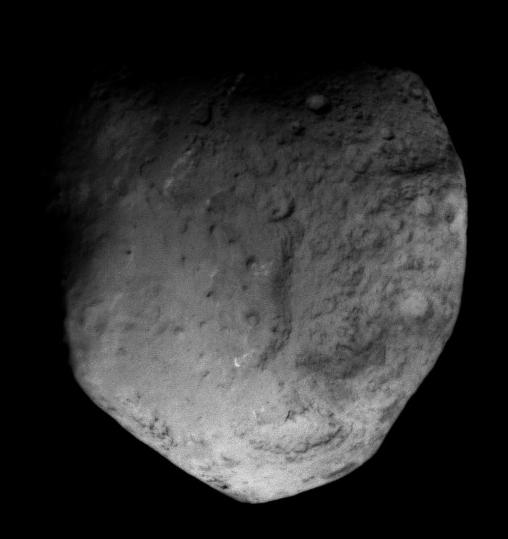
Foto van komeet Tempel 1 door Stardust
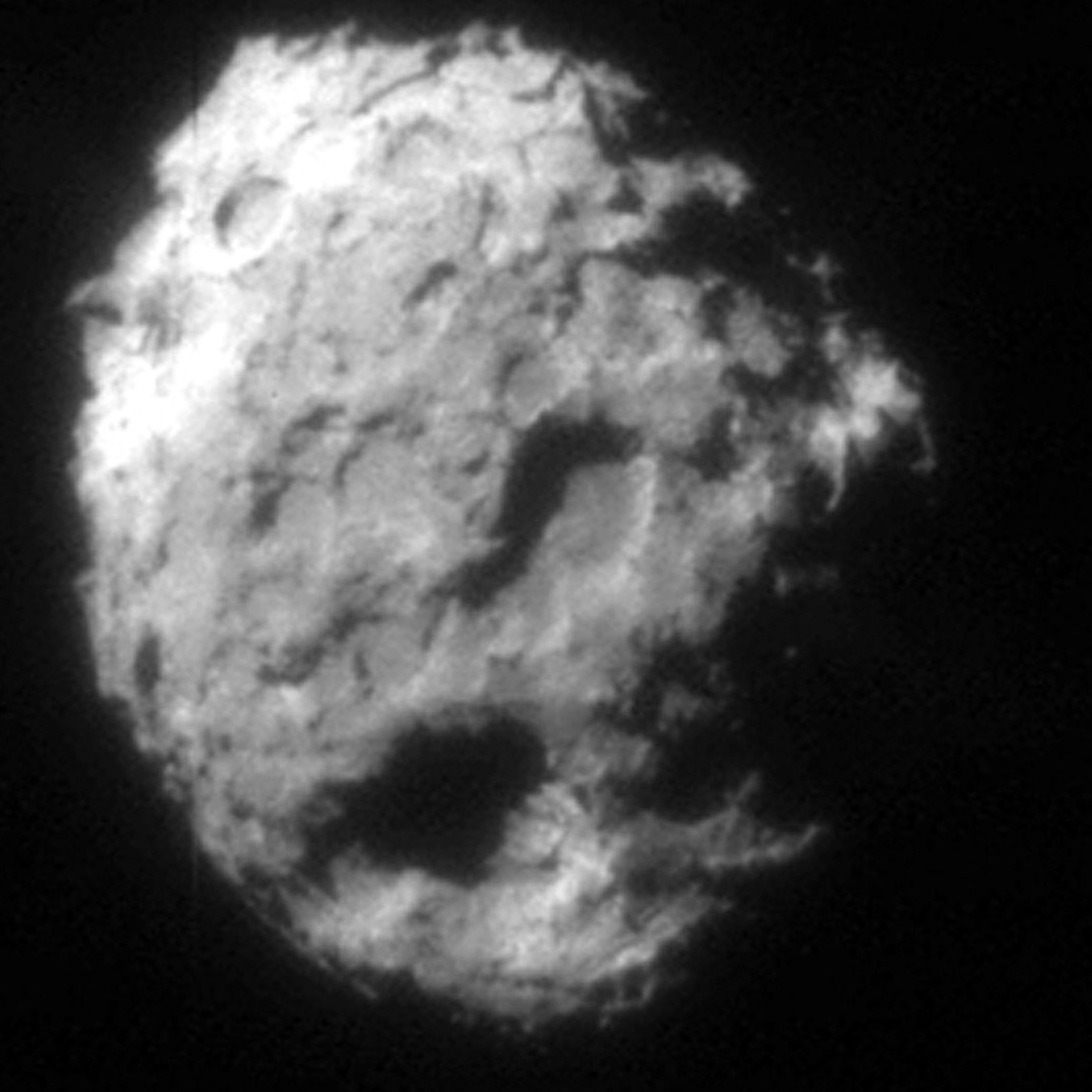
Foto van komeet 81P/Wild door Stardust